# Il pistolero (film 1976)
Il pistolero (The Shootist) è un film western del 1976 diretto da Don Siegel. È stato l'ultimo film interpretato da John Wayne, nel quale faceva coppia con James Stewart.

## Trama
Nel 1901, John Bernard Books è un famoso e vecchio pistolero malato. Sentendo avvicinarsi la fine decide di tornare a Carson City, per farsi visitare dal medico e vecchio amico Hostetler, e per vendicarsi, prima di morire, di tre vecchi nemici: Mike Sweeney, Jack Pulford e Jay Cobb. Il medico gli diagnostica un tumore incurabile allo stomaco e gli consiglia di trascorrere serenamente le ultime settimane che gli rimangono da vivere.
Books decide di rimanere in città e affitta una camera presso la casa della vedova Rogers, che vive sola con il figlio Gillom, grande ammiratore delle gesta passate di Books. Quando la signora Rogers scopre la vera identità di Books, che le aveva dato un nome falso, è infastidita da quella presenza non gradita, al contrario del figlio, e lo invita ad andarsene. Successivamente, la convivenza dei tre permette loro di conoscersi meglio e instaurare un sentimento di profondo rispetto reciproco.
J.B. Books decide di affrontare i nemici in duello in un saloon il giorno del suo cinquantottesimo compleanno. Nella sparatoria che ne segue egli uccide i tre ma, quando sta per andarsene, ferito, il barista lo colpisce a tradimento con due fucilate nella schiena. Il giovane Gillom assiste alla scena e vendica Books, uccidendo il barista con la stessa pistola di Books. Gillom, subito dopo, butta la pistola, rifiutandosi così di continuare sulla strada della violenza. J.B. Books approva il gesto e poi muore sotto gli occhi di Gillom.

## Curiosità
- Nelle scene iniziali in bianco e nero in cui si racconta la vita di John Bernard Books si vedono spezzoni tratti dai precedenti film di John Wayne.
- Wayne e James Stewart avevano già lavorato insieme in L'uomo che uccise Liberty Valance.
- È l'ultimo film di John Wayne; all'epoca delle riprese l'attore era già malato, e il semplice atto di salire e scendere da cavallo gli costava molta fatica.
- Nella versione doppiata in italiano mancano alcune scene e molti dialoghi sono modificati.
- Nel film compare un giovanissimo Ron Howard, il Richie Cunningham di Happy Days, divenuto in seguito regista di fama.
- Nella sceneggiatura originale Wayne avrebbe dovuto sparare ad un uomo alle spalle, l'attore rifiutò categoricamente  asserendo che in più di duecento film non aveva mai girato una scena simile. La scena fu tolta.
- Ha ispirato una canzone dello Zecchino d'Oro dell'anno 2005